# Frank J. Girardin
Pour les articles homonymes, voir Girardin.
Francois "Frank" Joseph Girardin, né le 6 octobre 1856 à Louisville dans le Kentucky et mort le 7 août 1945, est un artiste impressionniste américain qui travaille dans les régions de Cincinnati, Ohio, Richmond, Indiana et Los Angeles en Californie. Il est également l'un des premiers joueurs de l'équipe de baseball des Reds de Cincinnati.

## Biographie
Frank J. Girardin naît le 6 octobre 1856 à Louisville dans le Kentucky. Il arrive à Cincinnati dans les années 1870 et étudie avec Thomas Satterwhite Noble puis, Frank Duveneck à la Cincinnati Art Academy. Il est surtout connu pour ses peintures de paysages à la fois de l'Indiana et du sud de la Californie.
Il joue un rôle important dans le développement de l'Art Association of Richmond (aujourd'hui le Richmond Art Museum (en)) est un membre important du groupe d'artistes Richmond Group (en). Il est membre du conseil d'administration de l'Art Association pendant plusieurs années. C'est pendant son séjour dans l'Indiana qu'il a reçoit le plus de reconnaissance pour son travail. Il expose trois tableaux dans le bâtiment de l'Indiana à l'Exposition universelle de 1904 et est membre de la Society of Western Artists (en).
En 1910, Girardin s'installe à Redondo Beach en Californie, où il peint des paysages locaux. Ses peintures se trouvent au San Diego Museum of Art; au Haan Mansion Museum of Indiana Art (en), au Richmond Art Museum; au Art Museum of Greater Lafayette; Morrisson-Reeves Library; Kokomo-Howard County Public Library; Connersville, Indiana Public Library and the Wayne County (Indiana) Historical Museum.
Il meurt le 7 août 1945 à Redondo Beach, et y est inhumé.